# Катастрофа DC-3 близ залива Карнот
Инцидент с Douglas DC-3 у залива Карнот — авиационное происшествие, произошедшее 3 марта 1942 года. Самолёт Douglas DC-3, который эксплуатировался Королевскими голландскими ост-индийскими авиалиниями, был подбит над Западной Австралией истребителем Императорской авиации ВМС Японии. В результате ранений, полученных во время обстрела, погибли четыре пассажира. Также были потеряны алмазы, стоимость которых оценивается в 150—300 тысяч фунтов стерлингов в ценах того времени (9,5—19 миллионов австралийских долларов в ценах 2010 года). Широко распространено мнение, что алмазы были похищены после аварии, хотя никто никогда не был осужден за преступление, связанное с их исчезновением.
Самолёт с регистрационным номером PK-AFV летел из Бандунга, Голландская Ост-Индия (позднее — Индонезия), в Брум, Западная Австралия, когда на него напали японские истребители, которые совершали нападение на Брум. PK-AFV потерпел крушение на побережье залива Карнот, в 80 км (50 миль) к северу от Брума.

## Самолёт
Первоначально Pelikaan был зарегистрирован как PH-ALP и эксплуатировался Королевской авиационной компанией с 25 августа 1937 года. Он базировался в Нидерландах. 10 мая 1940 года, когда Пеликан находился на пути в Азию, нацистские силы вторглись в Нидерланды. PK-AFV был переведен в Royal Netherlands Indies Airways (KNILM) и был перерегистрирован как PK-AFV. Самолёт иногда неправильно называют C-47 Skytrain или Douglas Dakota, которые были названы военным вариантом DC-3.

## Полёт
Командиром воздушного судна и пилотом был Иван Васильевич Смирнов. 
3 марта 1942 года, незадолго до захвата Батавии японцами, КВС Смирнов И.В. вылетел в 1:15 ночи на транспортном Douglas DC-3 (бортовой номер PK-AFV KNILM «Pelikaan») с беженцами в Австралию. 
На подлёте к аэропорту Брум, около 10 утра по местному времени, его самолёт был атакован тремя японскими истребителями A6M2 «Зеро» из 3-го Кёкутай под командованием будущего аса Зендзиро Мияно. Истребители заметили «Дуглас» как раз в тот момент, когда ударная группа после штурмовки Брума возвращалась на Тимор.
Смирнов мастерски пилотировал «Pelikaan», уворачиваясь от атак, насколько это было возможно на транспортном самолёте, но несколько пассажиров и сам пилот были ранены, а самолёт подожжён.
Несмотря на это, Смирнов сумел долететь до берега и посадить повреждённый «Дуглас» на небольшой пляж, направив самолёт в сторону океана, так, чтобы пробег закончился в полосе прибоя. Его расчёты полностью оправдались, и волны захлестнули пылающий двигатель. Пожар прекратился.
Спустя год после этого происшествия другой пассажир, голландский пилот лейтенант Питер Эйдриен Крэмерус так описал происходившее в тот день репортёру одной из американских газет:
- В Бандунге мне приказали поступить в лётную школу в Австралии, куда я должен был отправиться следующим самолётом. Это был DC-3, капитаном которого был Иван «Турок» Смирнофф, урождённый русский, натурализованный голландский гражданин. После того как на рассвете мы добрались до Австралии, нас атаковали три японских истребителя, возвращающиеся после налёта на Брум. Смирнофф показал наверное наивысшее лётное мастерство во всём мире, когда спиралью уходил от японских атак и совершал аварийную посадку на берегу.
После этого японские истребители обстреляли спасшихся на земле, и ранили механика-стажёра.
Позже спасшихся обнаружили экипажи трёх японских четырёхмоторных летающих лодок Каваниши H6K «Мэйвис», патрулируя побережье Австралии, и сбросили две шестидесятикилограммовые бомбы, но промахнулись. На обратном они с тем же успехом повторили атаку.
До прихода помощи, из ближайшей христианской миссии в Биглз Бэй, умерли трое раненных пассажиров и механик.
Но эта история так бы и осталась одной из множества авиакатастроф, если бы перед вылетом из аэропорта Андир в Бандунге, Смирнову начальник аэропорта Ханс Виссе не вручил завёрнутую в обёрточную бумагу и опечатанную во многих местах коробку размером с ящичек из-под сигар. Коробка предназначалась представителю Объединённого Австралийского банка, но была утеряна после аварийной посадки. Как оказалось, в ней находились алмазы на общую сумму триста тысяч фунтов стерлингов.
Часть алмазов была потом обнаружена у разных людей — у бродяги-моряка Джека Пэлмера, у китайского торговца, другие у аборигенов, несколько были обнаружены в спичечном коробке у пассажиров поезда, ещё несколько были найдены уже после войны в развилке дерева, а ещё сколько-то в камине дома в Бруме. Удалось вернуть всего двадцать камней на общую сумму приблизительно сорок семь тысяч фунтов стерлингов. Это означает, что алмазы, стоимостью ещё двести пятьдесят тысяч фунтов, до сих пор где-то ждут того, кто их обнаружит.
А маленькая бухточка, на пляж которой утром 2-го марта 1942 года совершил аварийную посадку «Дуглас», теперь носит название «Смирнофф Бэй».